# Alice H. Parker
Alice H. Parker (1895 -1920) fue una inventora americana conocida por su contribución de la calefacción de caldera. Inventó una caldera que proporcionaba calefacción central para edificios y casas enteros, que fue patentada el 23 de diciembre de 1919.
Su caldera era diferente de otros hornos de aquel momento y supuso un gran avance por ser más seguro que quemar leña ya que ayudó a que no se tuviera que almacenar y quemar madera en un horno tradicional. El diseño tenía conductos de aire que permitían al calor esparcirse por toda la estructura. La invención de Parker incluía un sistema de quemado múltiple y usaba gas natural. Lo que hizo a esta caldera única fue ser precursora de la calefacción por zonas, donde la temperatura podía ser ajustada en diferentes áreas de un edificio. Parker nació en Morristown, New Jersey, fue estudiante en la Howard University Academy, un instituto de Washington D.C. y se graduó con honores en 1910.
Pese a su revolucionario aporte, poco se sabe de su vida personal. Incluso, la fecha exacta de su muerte es desconocida, pero se cree que habría fallecido en 1920 debido a un colapso térmico.

## Antecedentes
La patente de Alice para la caldera fue presentada el 23 de diciembre de 1919, antes del Movimiento de Derechos Civiles y del movimiento de liberación de las mujeres en EE. UU. lo cual es en sí extraordinario por el hecho de pertenecer al colectivo de mujeres y al de las personas negras especialmente en un momento en el que ambos se enfrentaban a más discriminaciones que ahora y particularmente debido a la interseccionalidad.